# Asymades
Agrilus è un genere di coleotteri della famiglia Buprestidae.

## Tassonomia
- Asymades boranus (Obenberger, 1940)
- Asymades transvalensis Kerremans, 1893